# 弗羅茨瓦夫歌劇院

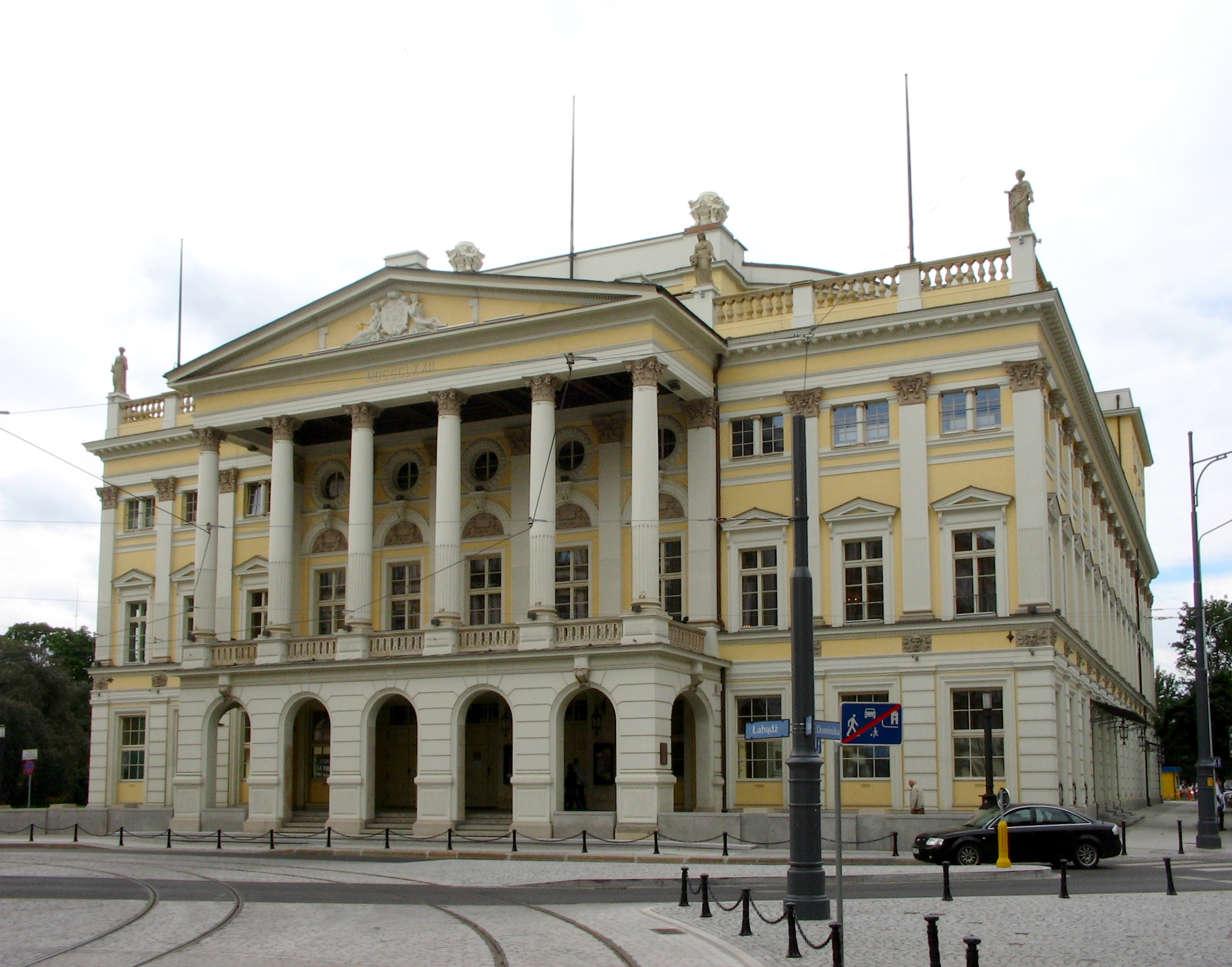
弗羅茨瓦夫歌劇院

弗羅茨瓦夫歌劇院（Wrocław Opera）是位於波蘭城市弗羅茨瓦夫的一座歌劇院。弗羅茨瓦夫歌劇院竣工於1841年。在1945年之前，弗羅茨瓦夫歌劇院名為布雷斯勞歌劇院。

## 外部連結
维基共享资源上的相關多媒體資源：弗羅茨瓦夫歌劇院
- Website of the Wrocław Opera （页面存档备份，存于） （波兰語）

51°06′21″N 17°01′50″E / 51.1057°N 17.0306°E